# La Regina di Pomerania e altre storie di Vigàta
La Regina di Pomerania e altre storie di Vigàta è un libro di Andrea Camilleri pubblicato dall'editore Sellerio il 15 marzo 2012. Il libro raccoglie otto racconti:
- Romeo e Giulietta;
- I duellanti;
- Le scarpe nuove;
- La Regina di Pomerania;
- La lettera anonima;
- La seduta spiritica;
- L'uovo sbattuto;
- Di padre ignoto.

## Trama
Otto storie nate dalla fertile fantasia ma anche dai ricordi di Camilleri «storie inventate, ma altrettanto possibili» dove agiscono «le persone, anche le più normali, che ho osservato, notato, conosciuto» che nel racconto assumono i tratti di personaggi bizzarri protagonisti di avvenimenti dove la commedia si mescola al dramma. Personaggi influenti che fanno contrabbando di cani, strani testamenti, sfide a colpi di gelato, salotti con il classico tavolino a tre gambe per evocare improbabili spiriti: il tutto sullo sfondo scenografico della Sicilia di Camilleri fatto di circoli nobiliari, piazze frequentate da strani personaggi, spiagge assolate, terre infeconde da coltivare con fatica.
Gli avvenimenti narrati sono situati dal 1893 al 1950 ma Camilleri non segue un percorso cronologico ma quello piuttosto legato ai colori della sua immaginazione per costruire un mosaico di «rituali, usi, comportamenti personali e collettivi di un'epoca che, pur recente, ormai appare lontanissima nel tempo». 

## Edizioni
- Andrea Camilleri, La Regina di Pomerania e altre storie di Vigàta, Prima ed., collana La memoria, Sellerio, 2012,  pp. 320, ISBN 978-88-389-2641-9.